# Эмиграция из России после вторжения России на Украину
Эмиграция из России после вторжения российской армии на Украину в 2022 году — крупнейшая волна эмиграции из страны с момента распада СССР. В её основе комплекс причин: политическое преследование в случае активистов, политиков и журналистов, опасение за свою безопасность в условиях войны, несогласие с действиями властей, ожидание значительного ухудшения экономической и гуманитарной ситуации в России.
По разным подсчётам, за первый год с начала вторжения Россию покинуло от 500 тысяч до 1,3 млн человек. В основном россияне переезжали в безвизовые страны: Армению, Грузию, Азербайджан, Турцию, Узбекистан, Казахстан, Кыргызстан, Таджикистан, ОАЭ и Монголию. Современная эмиграция подразумевает больше возможностей для общения с близкими, сохранения социальных связей и даже работы, а также обратный въезд через границу для тех, кому не грозит непосредственная опасность. Из опрошенных СМИ мигрантов более 15 % въезжали в Россию периодически или вернулись обратно. Официально государство не признаёт серьёзность эмиграции и через Росстат сообщает, что за первые шесть месяцев 2022 года миграционный отток составил только 96,7 тыс. человек, что даже меньше доковидных отметок.

## Причины и особенности
Волна миграций 2022 года началась 24 февраля, в первый день вторжения российской армии на территорию Украины. Если на протяжении бо́льшей части правления Владимира Путина основной причиной для переезда являлись экономические причины, то после февраля 2022 года — социальные и политические. Зачастую переселенцы 2000—2020-х годов характеризуются консервативными политическими взглядами. Именно поэтому русскоязычные диаспоры в разных странах всегда рассматривались российскими властями в качестве инструментов «мягкого воздействия» наравне с госпропагандой. Уехавшие после начала войны с Украиной чаще настроены критично по отношению к российской власти. Они не поддерживают политику российских властей, часто активно выступают против неё, многие подвергаются преследованиям на родине.
Социологи и историки разделяют факторы международной миграции на выталкивающие и притягивающие. По этой классификации, волна миграций 2022 года в России также отличается от предыдущей. Если до начала военных действий людей притягивали возможности в более развитых странах, то выезжающие из России после начала военных действий часто оказывались в менее безопасном и обеспеченном положении.

В марте 2022 года Владимир Путин подписал закон о распространении «фейков» о действиях российских военных и «дискредитации» армии. Это создало условия для нового витка борьбы со свободой слова и широкого распространения самоцензуры. Опасаясь преследования, из страны выезжали публичные люди, высказывавшиеся против военных действий, например, Алла Пугачёва и Максим Галкин, журналист Александр Невзоров. Также, заявив о несогласии с политикой Владимира Путина, страну покинули политик Анатолий Чубайс, бизнесмен Олег Тиньков и свыше тысячи журналистов. 
Мы не туристы <...>, мы беженцы. Лично меня разыскивала полиция России за распространение антивоенных петиций… бежали не от пуль, бомб и ракет, а от тюрьмы. Если бы я написал то, что пишу сейчас, находясь в России, меня бы неизбежно посадили в тюрьму на 15-20 лет.журналист Борис Грозовский
Некоторые сумевшие выехать за рубеж россияне иногда сталкивались с предубеждением, агрессией и осуждением. Сообщалось о случаях отказа в аренде жилья, приёме на работу, обслуживании в ресторане. Российские эмигранты часто стремятся уменьшить дискриминацию, например, «Российский комитет действия» предложил ввести «Worldview ID» (так называемые «паспорта хороших русских»).

## Основные направления
В первой половине 2022 года выехавшие из страны россияне в основным направлялись в Армению и Турцию, авиационное сообщение с которыми оставалось открытым, и Грузию. Также значительные потоки приняли Азербайджан, ОАЭ, Казахстан, Кыргызстан, Монголия, безвизовые страны Центральной и Южной Америки. На выбор места релокации часто влияли стоимость жизни и безвизовый режим. Соответственно, в страны Евросоюза, США, Израиль и Великобританию выезжали в основном те, у кого уже были визы этих стран и возможность легально остаться там на длительный срок. Согласно опросу активистов организации OK Russians, самыми популярными европейскими направлениями были Черногория, Сербия, Эстония, Германия и Испания.
Власти принимающих государств по-разному отреагировали на миграционную волну. Так, осенью 2022 года правительства балтийских стран ограничили въезд россиян с шенгенскими визами с территорий России и Беларуси. Ситуация не изменилась даже после начала мобилизации в конце сентября. Чехия тоже отказалась выдавать гуманитарные визы гражданам России, спасающимся от мобилизации. Финляндия в марте прекратила железнодорожное сообщение с Россией, а в конце сентября — закрыла границы (кроме транзита в страны, не входящие в Шенгенскую зону). Власти Германии считали, что такая позиция противоречит европейскому праву и даже формально предоставили возможность подаваться на статус беженца эмигрантам из России, выступающим против войны или спасающимся от мобилизации. Однако процедура была сложной и длительной, так что большинство российских мужчин выезжало в безвизовые страны. Правозащитники Amnesty International призывали правительство предоставить активистам и журналистам из России и Белоруссии быстрый доступ в Германию.
К октябрю 2023 года Норвегия, Финляндия, Эстония, Латвия, Литва, Польша и Германия запретили въезд личных автомобилей с российскими номерами.
Армянское правительство во многом содействовало приезжим, так как надеялось на «приток мозгов», рост числа IT-специалистов и позитивный эффект для экономики. Израильское правительство упростило процедуру репатриации для российских евреев и выделило дополнительные бюджеты на приём мигрантов. Власти Казахстана заявили, что не собираются экстрадировать уклонистов. Хотя формально экстрадиция возможна, только если российские власти введут уголовное преследование уже явившихся в военкомат и сбежавших дезертиров. В Монголии обратившимся планировали выдавать вид на жительство.
Не все жители принимающих стран радушно отреагировали на приток мигрантов. В Тбилиси в начале марта 15 тысяч грузин выступили за введение визового режима с Россией. Некоторые из них опасались, что Владимир Путин заявит о необходимости «защитить» российских граждан за границей: в 2008 году президент Медведев уже использовал этот приём, чтобы оправдать ввод российских войск в Грузию. В странах Балтии наплыв россиян рассматривали как угрозу общественной безопасности.
Резкий наплыв мигрантов спровоцировал рост цен на жильё и авиабилеты. Например, стоимость прямых рейсов в Ереван в начале марта доходила до 75-80 тысяч рублей в одну сторону. В конце сентября, сразу после объявления мобилизации, цены на билеты в ближайшее зарубежье могли достигать 200—500 тысяч рублей. В Израиле полугодовая волна репатриации российских и украинских евреев привела к подорожанию жилья на 17 %. В Ереване наплыв российских мигрантов вызвал кризис на рынке жилья: если в 2021 году Booking.com предлагал несколько сотен вариантов на запрос, то в середине 2022 года — от трёх до нескольких десятков. В этот период аренда однокомнатной квартиры в столице могла обойтись в 460 $ и больше.

## Развитие событий

### Первая волна: февраль-сентябрь 2022 года

#### Отток
Оценки общего числа российских поствоенных эмигрантов варьируются и определить точное количество переселенцев невозможно. Например, сотрудники Института социального анализа и прогнозирования РАНХиГС заявляли о 100—150 тыс. человек, выехавших в первый месяц после начала вторжения. Российская ассоциация электронных коммуникаций сообщала о минимум 70 тысяч IT-специалистов, покинувших Россию за конец февраля и март 2022, и прогнозировали, что ещё 100 тысяч программистов уедет в апреле. К середине августа оценки общего числа выехавших варьировались в диапазоне 150—800 тыс. человек.
Федеральная служба безопасности сообщала о 3,8 млн граждан, выезжавших из страны в первом квартале 2022 года. В опубликованной ведомством статистике с июля по сентябрь 2022 года число выездов россиян за рубеж было даже меньше, чем за аналогичный период до пандемии COVID-19 (9,7 млн против 16,1 млн в 2019 году).
Цифры ФСБ не учитывают число вернувшихся, и так как выезжающие не декларируют цель поездки, сложно оценить именно количество переселенцев. Известно, что в статистических опросах проекта OK Russian только 3 % покинувших Россию заявляли о планах вернуться на родину. Власти уверяли, что к началу 2023 года вернулись уже 60 % всех уехавших.
Интенсивность выездного потока косвенно подтверждали объёмы запрошенных загранпаспортов: в первом квартале 2022 годо было выдано 1,2 млн новых проездных документов, что на 87 % больше показателя 2021 года. Однако эта цифра включает какое-то число паспортов, выданных украинским гражданам на оккупированных территориях, что затрудняет точную оценку.
Достоверность и полнота официальных данных у независимых экспертов вызывает вопросы. Так, по данным Росстата, за первые шесть месяцев 2022 года миграционный отток составил только 96,7 тыс. человек. Для сравнения, в ответ на аннексию Крыма он был больше — за весь 2015 год из страны эмигрировали 350 тысяч россиян.
Несмотря на расхождения в оценках, ожидалось, что при сохранении тренда уже во втором полугодии 2022 года число эмигрировавших после начала войны достигнет уровня 1990-х годов. Активисты называли миграцию 2022 года крупнейшей со времён распада СССР, а масштаб оттока населения — «беспрецедентным». Хотя эта волна не идёт в сравнение с потоком беженцев с Украины, спасающихся от войны.

#### Направления
По оценкам ФСБ, за первый квартал 2022 года, то есть за месяц с небольшим с начала вторжения, поток выезжающих в Грузию увеличился в 5 раз по сравнению с предыдущим годом (38,2 тыс. человек), в Армению — в 3 раза (134,1 тыс.), в Азербайджан — более чем в 2 раза (56,4 тыс.), в Узбекистан — в 3,5 раза (53 тыс.), в Таджикистан — более в 4 раза (40 тыс.), в Казахстан — в 2 раза (20,4 тыс.).
Грузия и Азербайджан стали для многих эмигрантов промежуточными пунктами релокации. В Грузию за первую неделю военных действий въехали 20—25 тысяч россиян, к концу марта — 35 тыс. человек. Власти страны сообщали о 20,7 тыс. покинувших Грузию россиянах, но неизвестно сколько из них переехали в другие страны, а сколько — вернулись домой. По оценкам ереванского Института экономики и бизнеса, в Армению за два месяца войны въехали 85 тыс. россиян. В то же время оценки российской стороны сильно отличаются: российское консульство, опираясь на данные консульского учёта, сообщало только о 10 тыс. прибывших за тот же период.
Ожидалось, что к концу 2022 года около 15 % россиян с активами на сумму более 1 млн долларов эмигрируют в другие страны. Одним из направлений миграции состоятельных граждан традиционно являлся Израиль. По разным оценкам, с февраля по сентябрь 2022-го в страну перебралось 23—24 тыс. переселенцев из РФ, ещё 13 тыс. россиян с еврейскими корнями получили визу на въезд, 20 тысяч ожидали одобрения консульства. Например, среди получивших гражданство Израиля или начавших репатриацию после старта военных действий были Алла Пугачёва и Максим Галкин, Алишер Моргенштерн. Предположительно, из-за опасения дальнейшей «утечки мозгов» российские власти рассматривали решение закрыть российское отделение Еврейского агентства для Израиля (Сохнут), помогающего с репатриацией.

### Вторая волна: с сентября 2022 года
Объявление мобилизации 21 сентября спровоцировало новый отток граждан, преимущественно мужчин. По данным Forbes, за две недели из страны уехали от 600 тысяч до 1 млн человек. ФСБ сообщала, что на 25 сентября страну покинули более 260 тысяч мужчин. В основном спасающиеся от мобилизации направились в соседние страны, куда можно въехать либо без визы, либо по внутреннему российскому паспорту. Основными направлениями стали Казахстан, Монголия, Грузия.
По оценкам интернет-издания «Бумага», меньше чем за неделю с объявления мобилизации страну покинуло более 180 тыс. человек. Из них в Казахстан выехало 98-100 тыс. россиян, в Грузию — более 53 тысяч. Казахстанский МИД сообщал, что количество въезжающих россиян увеличилось в два—три раза с обычных 9—12 тысяч в сутки. Если сразу после объявления мобилизации в Грузию въезжали по 5—6 тысяч человек ежедневно, то через неделю — около 10 тысяч человек.
Незадолго до объявления мобилизации в России страны Балтии ввели запрет на въезд россиян по краткосрочным шенгенским визам. Так что люди с действующими визами направлялись в Евросоюз в основном через Финляндию. За 21—27 сентября из России в Финляндию въехали 43,6 тыс. человек (в обратном направлении 22,6 тысяч). При этом пограничники сообщали об увеличении потока машин из России в 1,4 раза. Одновременно на норвежской границе поток машин вырос на 57 %, но с 30 сентября проход закрыли для большинства граждан России. Всего за этот период в Евросоюз въехало 66 тыс. граждан России, что на 30 % больше, чем неделей ранее.
 Резкий исход граждан после начала мобилизации в конце сентября стал причиной пробок на границах с соседними странами, которые могли растягиваться до 20 километров. Так, только 26 сентября на грузинской границе, по официальным данным российской таможни, своей очереди ждало около 2,5 тысяч машин. В Верхнем Ларсе сформировалась огромная очередь: проезда ожидали 3,5 тысячи автомобилей, а количество переходящих увеличилось на четверть по сравнению с предыдущей неделей. Всего за десять дней с начала мобилизации через единственный КПП на российско-грузинской границе проехало 13,5 тыс. автомобилей. Для жителей Бурятии, Тувы и Забайкальского края основным направлением стала соседняя Монголия. Суммарно за 21—29 сентября в Монголию уехало почти 3,1 тыс. автомобилей.
 
Авиабилеты из России были полностью раскуплены в первый день после заявления президента. Сообщалось, что сотрудники аэропортов допрашивают выезжающих о наличии обратного билета. Власти отрицали ажиотаж в аэропортах и на границах, называя информацию об очередях недостоверной. Минобороны РФ также заявляло, что не планирует ограничивать на время мобилизации передвижения граждан. Однако пограничники отказывались выпускать из страны некоторых подлежащих мобилизации молодых людей, а у пропускных пунктов разворачивали мобилизационные участки. Люди, ждущие своей очереди на таможню, были вынуждены готовить еду на обочине, для прошедших КПП жители Казахстана организовывали пункты выдачи бесплатного продовольствия. Отдельные очереди на дополнительный допрос на российско-грузинской границе достигали нескольких сотен человек, которые всё это время не имели возможности купить еды или воды.
Другой трудностью для россиян стало ограничение перемещений внутри страны. Например, в Татарстане после объявления мобилизации запасников обязали отчитываться о дальних поездках в военных участках. В Воронежской области им даже запретили покидать пределы муниципалитетов.
Немецкая газета Frankfurter Allgemeine Zeitung со ссылкой на источники в правительствах западных стран сообщила о 400 тысяч людей, покинувших Россию после мобилизации.
Издание РБК со ссылкой на ответ пресс-службы армянской полиции сообщило, что в Армении с 21 сентября по 11 ноября 2022 года по месту пребывания зарегистрировались 2820 россиян, против 722 в 2021 году. Также в 2,5 раза увеличилось число заявок на получение вида на жительство среди россиян: за полтора месяца документы на получение ВНЖ подали 708 человек, за тот же период 2021 года — 277.
По данным министра труда и социальной защиты населения Казахстана Тамары Дуйсеновой, в страну после начала мобилизации въехали более 400 тысяч россиян. При этом выехали из страны более 320 тысяч человек, около 100 тысяч остались.

## Общие оценки

### Выехавшие
Практически невозможно точно подсчитать, сколько человек покинули Россию с конца февраля 2022. Оценки числа эмигрировавших сильно разнятся. По данным проекта «Если быть точным», за первый год военных действий страну покинули и не вернулись как минимум 500—650 тысяч человек, но реальное число могло достигать 800 тысяч. Forbes сообщал о примерно 700 тысяч эмигрантах за год, тогда как Финский институт международных отношений — о 800 тысячах. Министерство обороны Великобритании в мае 2023 года оценивало количество уехавших из России в 1,3 млн человек.
На масштаб послевоенной миграции указывает ряд косвенных данных:
- МВД РФ оформило в январе-сентябре 2022 года почти 3,9 миллиона загранпаспортов, что на 1 миллион больше по сравнению с тем же периодом прошлого года[78].
- Из данных сервиса «Профи» следует, что спрос на репетиторов по иностранным языкам вырос во много раз. Россияне начали усиленно учить грузинский, иврит, сербский и турецкий. Всё это косвенно говорит о масштабах эмиграции и о том, в какие страны уезжают[74].
- По данным, которые опубликовала погранслужба ФСБ, россияне побили пятилетний рекорд по въездам в Армению, Кыргызстан, Узбекистан, Таджикистан и Монголию. Пик отъездов пришёлся на третий квартал, когда была объявлена мобилизация. Только за июль-сентябрь в эти страны выехали 3,5 млн раз. В октябре-декабре ― ещё 2,1 млн. Демографы Юлия Флоринская и Алексей Ракша оценивали волну эмиграции за 2022 год в 400—800 тысяч человек[79].

#### Влияние на численность населения
По данным Института демографии ВШЭ «Демоскоп Weekly», в 2022 году число эмигрантов превысило число иммигрантов впервые с 1975 года. Отрицательное сальдо миграционного баланса в первом полугодии 2022 года составило около 100 тыс. человек. Одновременно за счёт миграции и естественной убыли население России сократилось почти на полмиллиона человек, а по итогам года общее сокращение должно было составить более миллиона человек.
В середине ноября 2022 года на совещании с участием главы управления президента по обеспечению деятельности Госсовета Александра Харичева, а также представителей обеих палат парламента, Минтруда, Минкульта, Минцифры и МИДа, количество уехавших оценили в сотни тысяч человек, а саму ситуацию с их отъездом назвали «не критической, но малоприятной».

#### Осевшие в разных странах
| Направление | оценка The Bell, тыс. человек | оценка ФИМИ, тыс. человек |
| ----------- | ----------------------------- | ------------------------- |
| Грузия      | 112                           | 60                        |
| Казахстан   | 100                           | 146                       |
| Турция      | 78                            | 78,9                      |
| Сербия      | 50                            | 17                        |
| Армения     | 40                            | 42                        |
| Израиль     | 38                            | 35                        |
| ЕС          | 36                            | 36                        |
| Киргизия    | 34                            | 34                        |
| США         | 25                            | 33                        |
| Монголия    | 7,7                           | 13                        |
| Всего       | от 500                        | 800                       |

По оценкам русской службы BBC, около 155 тыс. россиян получили временные виды на жительство в странах Европы, Турции и СНГ. Из 15 тысяч россиян, запросивших в 2022 году политическое убежище в ЕС, его получило только 2 тысячи. Тем не менее данные местных властей указывали, что гораздо больше россиян стали резидентами других стран в 2022 году.
Президент Грузии Саломе Зурабишвили сообщила, что за 2022 год из России в Грузию въехали более 700 тысяч россиян, из них остались 100 тысяч, остальные 600 тысяч мигрировали в другие страны. По итогам 2022 года россияне заняли первое место среди иммигрантов в стране — там осело более 62 тысяч россиян. В 2023 году количество отказов по всем видам ВНЖ резко возросло.
Министр экономики Армении Ваган Керобян сообщал, что в 2022 году в страну переехало 108—110 тысяч россиян, что обеспечило 3 % прироста экономики страны. По словам министра труда и миграции Кыргызстана Кудайбергена Базарбаева, за первые 10 месяцев 2022 года в страну въехали 760 тысяч россиян, из них 730 тысяч выехали в другие страны.
Больше 153 тыс. россиян получили вид на жительство в Турции в 2022 году. Власти Турции начали усложнять получение ВНЖ к сентябрю 2023 года, так как общее число мигрантов из России, Украины, Сирии, Пакистана и Афганистана приближалось к установленной квоте в 20 % от населения страны.
В Казахстане, по официальным данным, осело около 6 тысяч россиян, но реальное число россиян, переехавших в страну, оценивалось на уровне 100 тысяч. В начале 2023 года власти страны запретили визаран — пересечение границы для обнуления срока легального пребывания, по новым правилам без разрешения на временное пребывание стало возможно находиться в стране 90 дней из каждых 180.

#### Вернувшиеся
Согласно исследованию группы независимых исследователей Exodus-22, к маю 2023 года треть уехавших от мобилизации хотели бы вернуться в Россию. Четверть опрошенных из осенней волны назвали свой отъезд запланированным, пусть и вынужденным.
В опросах Financial Times более 15 % из уехавших временно или надолго вернулись в Россию. Так, в октябре 2023 года некоторые из выехавших в Израиль россиян вернулись из-за вторжения ХАМАС. Основными причинами возвращения из других стран стали подорожавшее жильё и трудности с легализацией. По информации московской компании Finion, занимающейся переселениями, в Россию вернулось около 40-45% уехавших. Такая обратная миграция, под оценкам Bloomberg Economics, позволит прибавить РФ от одной пятой до одной трети ежегодного роста экономики. По результатам исследования Института Европейского университета, стабильным свой статус за рубежом считают от 16% до 41% из российских мигрантов. Это позволяет предположить, что процесс репатриации продолжится.

## Характеристика мигрантов
Основную часть российских мигрантов в 2022 году составляли социально активные люди, которых не устраивает политический курс страны. Значительная часть из них открыто высказывалась против войны или участвовала в запрещённых антивоенных митингах, что сделало невозможным или опасным их возвращение. Также уехать из страны были вынуждены активисты и оппозиционные политики, опасавшиеся уголовного преследования.
Вначале уезжали в основном экономически обеспеченные или работающие дистанционно. Это были в основном люди в возрасте от 25 до 34 лет (согласно мартовскому опросу OK Russians, таких было 49 %); вторая по численности категория — 35-44 лет (29 %). Основная масса мигрантов обеспечена и образована: в среднем, среди населения России 27 % имеют высшее образование, тогда как среди уехавших — 80 %. 15 % россиян заявляли, что им не хватает на одежду, 47 % — что не могут купить технику, тогда как среди мигрантов эти показатели составляли 1 % и 10 %, соответственно.
Предположительно около половины уехавших в первые полгода войны заняты в IT-индустрии, подавляющее большинство — говорит по-английски. За год уехало минимум 10 % сотрудников российских IT-компаний. Ушедшие с российского рынка компании, такие как Cisco, SAP, Oracle, IBM, Nokia, Ericsson, предлагали своим сотрудникам релокацию. Большинство выезжающих рассчитывало на дистанционную работу, респонденты не боялись резкого снижения уровня жизни или смены профессии. Кроме того, значительную часть мигрантов составляли менеджеры, люди творческих профессий, журналисты. Так, из страны уехала большая часть редакции телеканала «Дождь», выехала за рубеж большая часть редакции «Новой газеты».
Если первый поток миграции начался сразу после введения российских войск на Украину, то второй — после объявления мобилизации. С начала мобилизации основную массу уезжающих составляли молодые люди, подходящие под критерии мобилизации.
В декабре 2022 года социологи проекта OutRush опубликовали исследование о российской эмиграции после 24 февраля. Хотя методология исследования ограничена, оно показало, что эмигранты сохраняют тесные связи с российским обществом. В опросах 16 % планировали вернуться на родину хотя бы на короткий срок; 57 % — общались с оставшимися в стране родственниками каждый день; абсолютное большинство интересуется российской политикой; почти половина — испытывает «сильную привязанность» к России. Большинство в сентябре 2022-го сообщили, что, скорее всего, останутся в странах пребывания на ближайший год, почти половина учила местный язык, только 7 % верили в положительные изменения внутри России.

## Влияние на экономику принимающих стран
Сразу после начала вторжения эксперты сулили экономикам бывших советских республик проблемы вслед за экономикой России, с которой они тесно связаны. Но быстро выяснилось, что некоторые страны, наоборот, ждёт рост. Нацбанк Армении в начале года понизил прогноз роста экономики с 5 % до 1,6 %, однако в октябре увеличил его до 13 %, МВФ ожидает 7 %. Грузия ожидает 10-процентного роста. В Грузии максимальный рост потребительских цен был в марте, в Армении пик пришёлся на июнь, в Казахстане инфляция превысила 20 %. Казахстанский нацбанк поднял процентную ставку уже до 16,75 % годовых; в Армении и Киргизии — примерно в 1,5 раза. Цены растут неравномерно, один из самых перегретых секторов — недвижимость. Но едва ли не главный риск для экономики: люди и деньги могут уйти так же внезапно, как пришли.
Валюты принимающих стран укрепились благодаря этому миграционному притоку, например армянский драм подорожал в 2022 году на 22 % по отношению к доллару, а грузинский лари — на 16 %.
Европейские страны также высказывали опасения в отношении потенциальных угроз безопасности, а именно вероятности шпионажа, сбора разведывательных данных, увеличения числа потенциальных диверсантов. Например, финское правительство не разрешает россиянам приобретать недвижимость вблизи стратегических объектов.

## Трудовые мигранты из Центральной Азии
Война на Украине повлияла не только на миграцию из России, но и на количество приезжающих на заработки в страну. Если в первые месяцы 2022-го на миграционный учёт в России встало почти 4 миллиона человек, то в марте прирост сократился примерно на 40 %. Проживавшие в стране рабочие мигранты активно возвращались домой. Например, только в Таджикистан за первое полугодие 2022-го вернулось больше 60 тысяч мигрантов, что в 2,6 раза больше прошлогоднего показателя. В Узбекистан за тот же период — 133 тысячи. Основными причинами возвращения рабочих мигрантов на родину являлись потеря работы, сложности с переводом денег, а также страх после начала войны и ужесточения санкций.
Отток трудовых мигрантов может негативно сказаться как на экономике России, так и на состоянии стран-доноров населения. Резкий отток рабочей силы приведёт к обострению демографического кризиса и сокращению денежных переводов, от которых сильно зависят государства Центральной Азии. Например, в 2021 году в Кыргызстане переводы из России составляли до 83 % от таких поступлений в страну (или 31 % ВВП страны). В Таджикистане 50 % денежных международных переводов поступало из России (или 27 % ВВП страны). При этом ослабление рубля, инфляция, отток иностранного капитала и санкции привели к сокращению рабочих мест в России. Аналитики Bloomberg в марте прогнозировали, что безработица в стране превысит 9 % в 2022 году. В результате может сильно сократиться количество переводов от людей, поехавших в Россию на заработки: по мартовским оценкам, переводы в Кыргызстан в 2022 году сократятся на 33 %.
Укрепление рубля к концу лета способствовало резкому возвращению переселенцев из бедных центральноазиатских стран (во втором квартале 2022-го в страну въехало более 3 млн трудовых мигрантов). Но укрепление рубля негативно сказывалось на доходах компаний, занятых в экспорте, что также грозило ростом безработицы. Сокращение предложений работы ставило мигрантов в уязвимую позицию. В интернете появились объявления о найме в военные отряды контрактников. Такие сообщения предлагали высокую зарплату и возможность получить гражданство, что делало их привлекательными для малообеспеченных иностранных граждан. В конце сентября Госдума России одобрила поправки, упрощающие получение гражданства РФ для иностранцев, которые подпишут контракт на службу в армии.
Если до 2023 года, число трудовых мигрантов в России регулярно росло, то позднее начало резко сокращаться. За первые полгода было въехало всего 3,5 млн рабочих, против 5,9 млн в аналогичном периоде 2022 года.

## Реакция российских властей
Отток кадров, особенно в IT-сфере, был настолько заметен, что власти предпринимали неоднократные попытки сдержать миграцию. Например, председатель правительства Михаил Мишустин обещал программистам льготную ипотеку и отсрочку от армии, а государственные компании и банки почти вдвое увеличили число открытых вакансий. Выпускающие мобильные приложения компании получили налоговые льготы и освобождение от проверок контрольными органами на три года. Но обещанные правительством льготы были непривлекательны и труднодоступны.
В декабре 2022 года сенатор от аннексированного Крыма Сергей Цеков предложил изымать имущество у покинувших Россию граждан, а Медведев, начавший в 2008 году войну с Грузией, высказал идею не пускать эмигрантов обратно в страну и рассматривать их как «врагов общества», а также отрезать от источников дохода в РФ, однако эти инициативы не получили официальной поддержки. Позже депутат Николай Брыкин заявил, что инициирует подготовку законопроекта о том, чтобы признать иноагентами граждан России, покинувших страну после начала войны.
К родственникам уже выехавших граждан приходили сотрудники ФСБ — проводили обыски, угрожали возбуждением дел о госизмене или шпионаже, уговаривали вернуть родных в страну. Сотрудники ФСБ по Омской области вызывали на «опрос» мужчин, которые после объявления мобилизации уехали из России и недавно вернулись. Опрошенные «Важными историями» правозащитники сообщали, что к апрелю 2023 года эта практика не носила массовый характер. Однако, по данным правозащитного проекта «Первый отдел», есть несколько случаев возбуждения дел по статье 275 УК («государственная измена») после таких «опросов»: «Чаще всего это происходит прямо на границе, причём независимо от региона».
В июне 2023 года помощник президента России Максим Орешкин сообщил, что согласно данным банковской статистики около половины граждан России, покинувших РФ после начала мобилизации, вернулись в страну. По его словам, важно, чтобы данная тенденция не развернулась обратно. Министр финансов РФ Антон Силуанов отметил, что главной задачей властей на следующий год является возвращение страну как можно большего числа пессимистов.
В сентябре 2023 года пресс-секретарь президента РФ Дмитрий Песков заявил, что со временем россияне, живущие за границей, будут возвращаться, потому что «Россия  неплохо себя чувствует на фоне западных санкций». Песков подчеркнул, что страна не готова принять тех, кто стал её врагами, но их количество, по его словам, не стоит преувеличивать.
По информации Bloomberg, Владимир Путин рассматривает приток вернувшихся бизнесменов и высококвалифицированных специалистов как знак поддержки его политики и свидетельство того, что у них есть понимание происходящего. По мнению старшего научного сотрудника Российского Евразийского центра Карнеги Татьяны Становой, это подпитывает президента РФ и дает ему доказательства, что он был прав, а истории о возвращении активно используются пропагандой для подтверждения «русофобии».

## Опросы
Согласно результатам опроса «Левада-центра», проведённого в начале марта 2023 года, негативно или с осуждением к россиянам, покинувшим страну из-за начала мобилизации, относится 51 % соотечественников. Только 10 % респондентов относятся к таким людям с пониманием или положительно. Знаменитостей, уехавших из России после начала военных действий, осуждают 52 % россиян. 41 % — относятся к ним нейтрально и 5 % с пониманием. Полностью или частично поддерживают предложения о лишении собственности людей, критикующих руководство России, 49 % опрошенных.

## В культуре
- Noize MC — Страна дождей[128].
- Влади — Длится февраль.
- Монеточка — Это было в России.
- Известные российские музыканты-эмигранты записали сборник песен «После России» на стихи российских поэтов, с эмиграции которых как раз прошло 100 лет[129][130].

## Комментарии
1. ↑  Карта стремится отображать не формальные политические статусы и позиции, а современную фактическую ситуацию, с которой приходится сталкиваться гражданину России до приезда на ту или иную территорию, во время пребывания на ней и после того. Цвет заливки соответствует требованиям, которые установлены для граждан РФ властями, фактически контролирующими территорию, независимо от признания или непризнания этих властей кем-либо. При наличии нескольких общедоступных режимов въезда отображается самый простой из них.
2. ↑  Предполагается совершеннолетний дееспособный гражданин Российской Федерации с действительным паспортом. Режим въезда по дипломатическим и служебным паспортам, иным документам может отличаться. Для проживающих в России граждан других государств и лиц без гражданства визовые требования, как правило, совсем другие.
3. ↑  Включая Республику Крым и город Севастополь, фактически контролируемые властями РФ, но оспариваемые Украиной.
4. ↑  Можно въехать без визы как по внутреннему общегражданскому паспорту гражданина Российской Федерации, так и по общегражданскому заграничному паспорту РФ; зачастую возможен въезд и по другим документам (своим для каждой из этих стран).
5. ↑  Имеется в виду виза, которую необходимо оформить до поездки в страну, и для получения которой требуется личная явка в дипломатическое представительство, визовый центр или иную организацию, или обращение к услугам доверенных лиц и других посредников. Часто для получения предварительной визы необходимо получить официальное приглашение на въезд от жителя страны или зарегистрированного в ней юридического лица либо предварительно заключить договор с ним. Может взиматься денежный сбор за выдачу визы или даже за одно рассмотрение заявки независимо от его результата.
6. ↑  Почти 70 % всех выездов пришлось на Абхазию. Абхазия является спорной территорией. Согласно административному делению Грузии, спорную территорию занимает Абхазская Автономная Республика. Фактически спорную территорию в данный момент занимает частично признанное государство Республика Абхазия, в значительной степени зависимое от России.